# Mabea gaudichaudiana
Mabea gaudichaudiana är en törelväxtart som beskrevs av Henri Ernest Baillon. Mabea gaudichaudiana ingår i släktet Mabea och familjen törelväxter. Inga underarter finns listade i Catalogue of Life.